# Пурдовка
Пурдовка (укр. Пурдівка) — село в Новоайдарском районе Луганской области Украины.
Население по переписи 2001 года составляло 83 человека.
7 марта 2022 года было заявлено о переходе Пурдовки под контроль ЛНР.